# فرودگاه شهری بلفاست
فرودگاه شهری بلفاست (به انگلیسی: Belfast Municipal Airport) یک فرودگاه همگانی بهره‌برداری هوایی است که یک باند فرود آسفالت دارد و طول باند آن ۱۲۱۹ متر است. این فرودگاه در کشور ایالات متحده آمریکا قرار دارد و در ارتفاع ۶۰ متری از سطح دریا واقع شده‌است.